# Dorfkirche Burgheßler

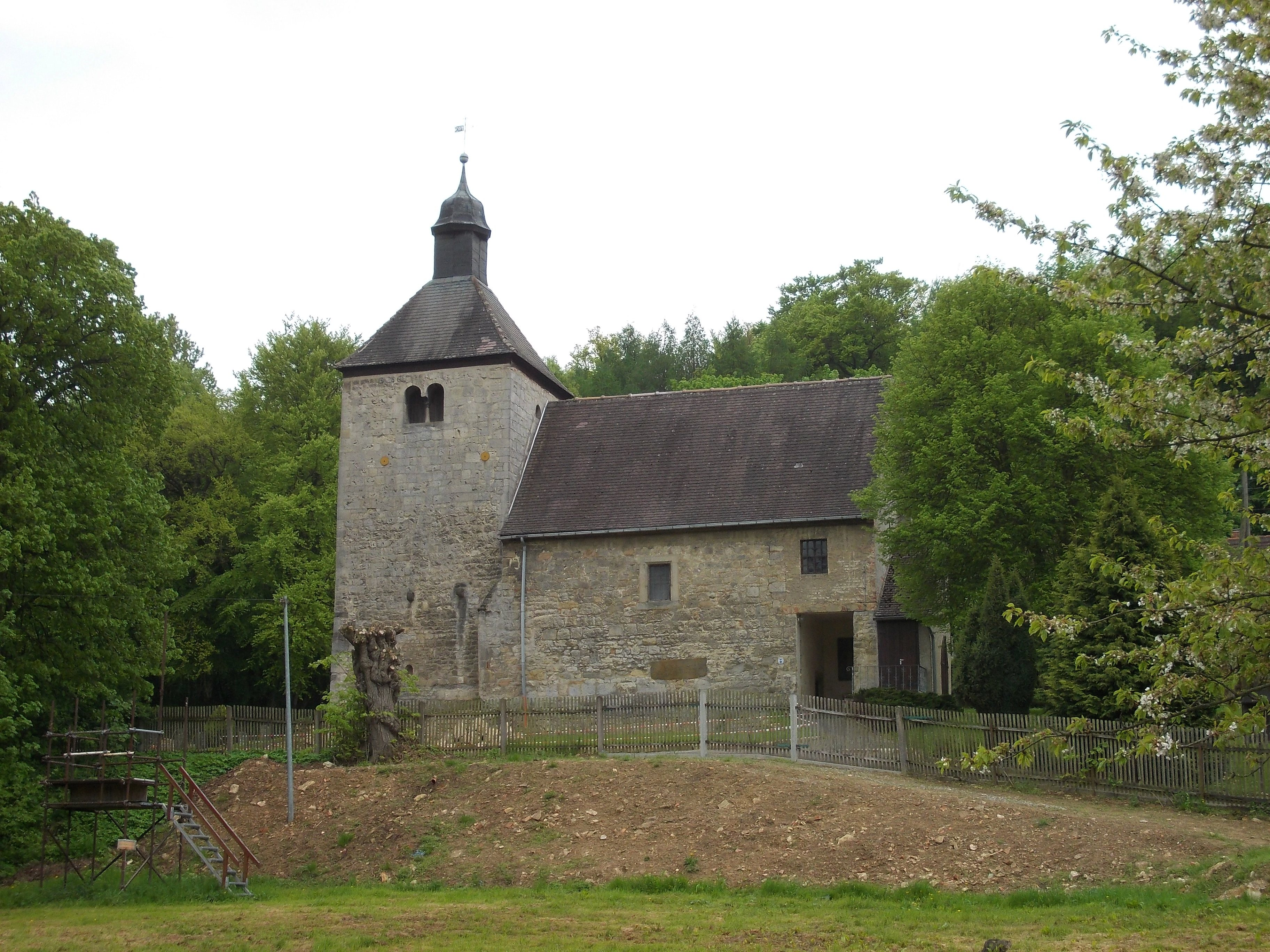
Kirche in Burgheßler

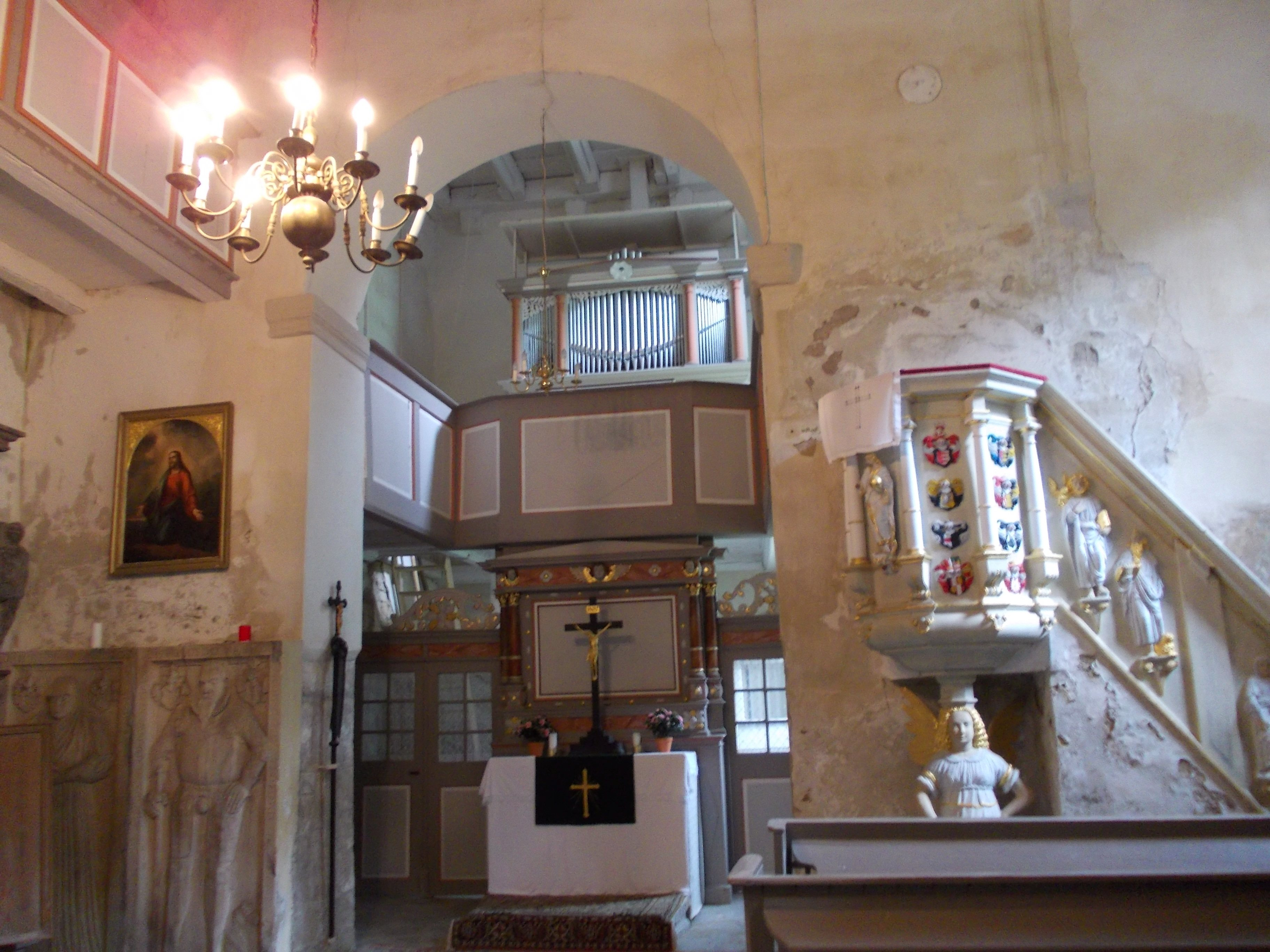
Innenansicht

Die Evangelische Kirche Burgheßler befindet sich im Kirchweg von Burgheßler im Burgenlandkreis in Sachsen-Anhalt. Das Gebäude steht unter Denkmalschutz.

## Beschreibung
Das Gebäude ist ein Rechtecksaal mit einem quadratischen, romanischen Rechteckturm. Im Turm befinden sich romanische Biforienfenster. In der Nordwand des Saals befindet sich ein zugesetztes Portal mit einem Ritzgrabstein als Sturz. Ähnliche Grabsteinfragmente wurden in romanischer Zeit auch im Außenbau der Kirche eingemauert. Die profilierten Kämpfer des Chorbogens stammen vermutlich aus dem Ende des 12. Jahrhunderts. Bei einem Umbau im Jahr 1635 wurde die Südwand des Schiffs herausgerückt.

## Innenraum
Im Innern befindet sich eine zweiseitige doppelte Empore, die im oberen Teil als Herrschaftsloge diente. Die Empore weist ebenso wie die Orgel klassizistische Formen auf. In einem bemalten Schrein aus dem 15. Jahrhundert ist eine Vespergruppe aufgezeichnet. Die geschnitzte Kanzel stammt aus der Zeit um 1635. Sie besteht aus einem achtseitigen, von einem Engel getragenen Korb mit Christus Salvator und einem Wappen. An der Brüstung des Aufgangs zum Korb befinden sich Darstellungen der Evangelisten.

## Sonstiges
Die Bronzeglocke im Turm stammt aus dem Jahr 1794. Des Weiteren gibt es mehrere Grabsteine aus dem 15. und 16. Jahrhundert der Familie von Heßler.